# Melalgus plicatus
Melalgus plicatus är en skalbaggsart som först beskrevs av Leconte 1874.  Melalgus plicatus ingår i släktet Melalgus och familjen kapuschongbaggar. Inga underarter finns listade i Catalogue of Life.

## Bildgalleri

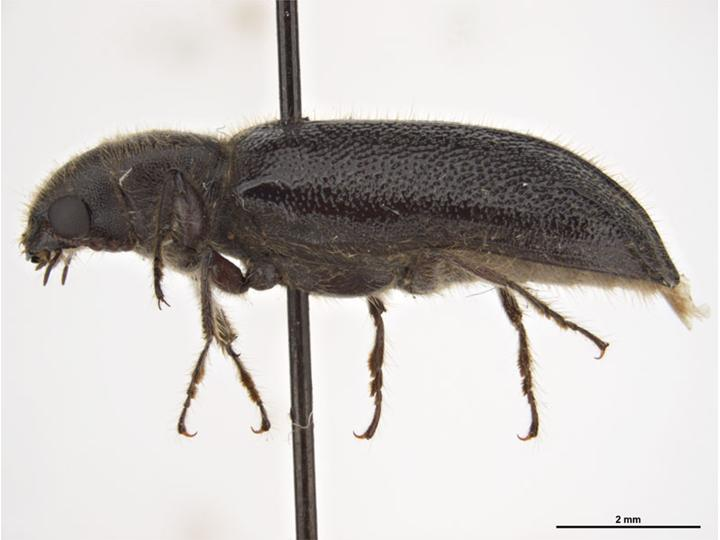